# Nevoljno oticanje mokraće
Nevoljno oticanje mokraće (NOM), urinarna inkontinencija, inkontinencija mokraće je nemogućnost kontrolisanja mokrenja, ili zadržavanja mokraće, koja se manifestuje u rasponu od povremenog „bežanja“ mokraće do potpune nemogućnosti zadržavanja mokraće.
Češća je pojava kod starijih osoba, posebno žena, ali i mlađih nakon porođaja. Noćna inkontinencija je povezana sa nedozrelim delom živčanog sistema koji služi kao kontrola mokrenja. Kod dece se mogu naći simptomi inkontinencije, međutim to je sasvim normalno u tim godinama rasta jer to nije inkontinencija već neistreniranost bešike. To naravno ne isključuje mogućnost da deca mogu dobiti inkontinenciju. Ona kod dece može biti udružena sa infekcijama, malformacijama mokraćnog trakta, nervnog sistema, te ozledama kičme.
Uvećana prostata je najčešći uzrok inkontinencije kod muškaraca nakon 40 godina starosti. U nekim slučajevima kancer prostate isto tako može da bude vezan za urinarnu inkontinenciju. Isto tako lekovi i radijacija koji se koriste za lečenje raka prostate mogu da uzrokuju inkontinenciju.
Inkontinencija može biti uzrokovana stresom, kao i drugim psihološkim uzrocima kao i mentalnom konfuzijom, nedovoljnim kretanjem, konzumiranjem alkohola, kafe, cigareta (pogotovo uz pušački kašalj), prevelikim unosom tečnosti, te posledica uzimanja nekih lekova kao što su antidepresivi, diuretici, antiholinergici.

## Fiziologija
Proces mokrenja uključuje dve faze:
- fazu punjenja i spremanja, kada se bešika puni mokraćom iz bubrega
- fazu pražnjenja, odnosno mokrenja.

Istezanjem zida, mokraćna bešika se prilagođava zapremini mokraće bez značajnijeg porasta pritiska. Prvi osećaj nagona na mokrenje nastaje pri količini od oko 150-200 ml mokraće u bešici. Zdrava osoba prosečno može da zadrži oko 350 do 550 ml mokraće. Pražnjenje bešike je zavisno od sposobnosti mišića bešike (detruzora) da, u koordinaciji s opuštanjem mišića zatvarača (sfinktera), izbace mokraću iz bešike.

## Epidemiologija
Na globalnom nivou  do 35% stanovništva starije od 60 godina pati od nevoljnog oticanja mokraće. Oko 8-10% celokupnog stanovništva Evrope povremeno ili stalno ima problem sa nevoljnim odilaženjem mokraće.
U 2014, curenjem mokraće bilo je pogođeno je između 30% i 40% osoba starijih od 65 godina koje žive u svojim kućama ili stanovima u Sjedinjenim Američkim Državama.
Dvadeset i četiri posto starijih odraslih osoba u SAD ima umerenu ili ozbiljnu inkontinenciju mokraće koja zahteva medicinski tretman.

## Etiologija
NOM može imati višestruku etiologiju, sa različitim stepenom doprinosa ukupnom poremećaju. Strukturni i funkcionalni poremećaji koji uključuju mokraćnu bešiku, uretru, uretere i okolno vezivno tkivo mogu tome doprineti. Pored toga, poremećaji u kičmenoj moždini ili centralnom nervnom sistemu (CNS) mogu biti glavni etiološki faktor u nekim slučajevima. Medicinski komorbiditeti takođe mogu biti važni. Konačno, neki slučajevi NOM mogu biti farmakološki izazvani.  
Najčešći uzrok stresne inkontinencije kod žena je hipermobilnost uretre koja je posledica loše anatomske podrške karlice. Žene mogu izgubiti ovu podršku za karlicu zbog gubitka estrogena u postmenopauzi, porođaju, operacije ili kod određenih bolesnih stanja koja utiču na snagu tkiva. Manje čest uzrok stresne inkontinencije je nedostatak unutrašnjeg sfinktera, koji može biti rezultat procesa starenja, traume karlice, operacije (npr. histerektomija, uretropeksija) ili neurološke disfunkcije.
Najčešći uzrok nedostatka unutrašnjeg sfinktera kod muškaraca je radikalna prostatektomija kod raka prostate ili transuretralna resekcija prostate za benignu hiperplaziju prostate. Manje čest uzrok intrinzičnog nedostatka sfinktera je trauma vrata bešike ili prostate, koja je rezultat frakture karlice usled povreda usporavanja visokog uticaja.
Faktori koji doprinose NOM povezanoj sa starenjem uključuju slabljenje vezivnog tkiva, genitourinarnu atrofiju zbog hipoestrogenizma, povećanu incidencu medicinskih poremećaja koji doprinose, povećanu noćnu diurezu i poremećaje u pokretljivosti i kognitivnom funkcionisanju. Nedostatak vitamina D je identifikovan kao faktor rizika za urinarnu inkontinenciju kod starijih osoba.
Drugi faktori koji mogu povećati rizik od razvoja NOM uključuju gojaznost, naprezanje stolice u detinjstvu ili mladoj odrasloj osobi, težak ručni rad, hroničnu opstruktivnu bolest pluća i pušenje. U mnogim slučajevima inkontinencije koji su posledica prekomerne aktivnosti detruzora, problem je idiopatske prirode.
Pregledom žena sa dijabetes melitusom tipa 1 koje su učestvovale u ispitivanju dijabetesa i komplikacijama i njegovoj opservacionoj studiji, Epidemiologiji intervencija i komplikacija dijabetesa, otkriveno je da je incidentna NOM povezana sa višim nivoima hemoglobina A1c, nezavisno od drugih priznatih faktora rizika. Dakle, poboljšana kontrola glikemije može smanjiti rizik od urinarne inkontinencije kod takvih pacijenata. 
Manje česti uzroci urinarne inkontinencije uključuju komplikacije uroloških procedura ili terapije zračenjem karlice. U pedijatrijskoj populaciji uzroci uključuju enurezu i urođene abnormalnosti genitourinarnog sistema.

### Prolazni uzroci
Prolazna urinarna inkontinencija se često javlja i kod starijih i kod hospitalizovanih pacijenata. kod sledećih uzroka inkontinencije:
- delirijum ili akutna konfuzija,
- infekcija (simptomatski UTI),
- atrofični vaginitis ili uretritis,
- farmaceutski agensi,
- psihološki poremećaji (depresija, poremećaji ponašanja),
- prekomerno izlučivanje urina (zbog prekomernog unosa tečnosti, alkoholnih ili kofeinskih pića, diuretika, perifernog edema, kongestivne srčane insuficijencije ili metaboličkih poremećaja kao što su hiperglikemija ili hiperkalcemija),
- ograničena pokretljivost (ograničava mogućnost da se na vreme stigne do kupatila),
- udar stolice

Pored infekcije urinarnog trakta, stanja kao što su rak mokraćne bešike, kamenje u bešici i strana tela mogu da iritiraju bešiku, što dovodi do nevoljnih kontrakcija bešike i inkontinencije. Manje uobičajeni infektivni uzroci inkontinencije su AIDS, genitalni herpes koji pogađa perinealno područje i neurosifilis. Mokraćno kamenje ili neoplazme takođe mogu dovesti do inkontinencije zbog opstrukcije.

### Neurološki uzroci
Kortikalne lezije (npr. od moždanog udara, tumora, aneurizme ili krvarenja) mogu dovesti do neodgovarajućeg pražnjenja kao posledica depresivne društvene svesti, smanjenog osećaja i/ili neodgovarajućeg opuštanja sfinktera uretre. Cerebrovaskularna bolest udvostručuje rizik od urinarne inkontinencije kod starijih žena.
Lezije kičmene moždine mogu promeniti tonus simpatikusa i parasimpatikusa, što dovodi do NOM. Bolesti perifernih nerava kao što je dijabetička periferna neuropatija može izazvati NOM kroz kontraktilnu disfunkciju bešike.
Metastatski karcinom može izazvati epiduralnu kompresiju kičmene moždine. Bol u leđima je u većini slučajeva početni simptom. Skoro 20% slučajeva uključuje lumbosakralnu kičmu. Ako je zahvaćena sakralna vrpca, može se očekivati NOM ili retencija. Simptomi NOM predstavljaju nepovoljan prognostički pokazatelj u ovoj populaciji pacijenata. Rana dijagnoza i lečenje kompresije kičmene moždine je izuzetno važno. Paraplegija ili kvadriplegija se mogu razviti u roku od nekoliko sati ili dana nakon pojave prvog neurološkog deficita.
S2-S5 povreda nervnog korena (hernija) može izazvati disfunkciju bešike. Sindrom konjskog repa može se razviti kod pacijenata sa velikim centralno izbočenim diskom. Simptomi uključuju bilateralni bol i slabost u nogama, anesteziju u sedlu, zadržavanje ili NOM i zadržavanje ili inkontinenciju izmeta. Važno je rano prepoznati ovaj sindrom jer postoji visok rizik od hroničnih neuroloških deficita ako se lečenje odloži.
Hemi-kauda ekvina sindrom (kod hernije lumbalnog diska) se takođe može manifestovati kao NOM. Prikazuje se kao jednostrani bol u nogama, jednostrani senzorni deficit u dermatomima S1-S5 i NOM ili retencija urina. Ovim pacijentima je potrebna hitna neurohirurška konsultacija za hitnu operaciju.
Multiplu sklerozu treba razmotriti kod svakog pacijenta bez dokaza o infekciji urinarnog trakta koji ima epizodične ili brze simptome urinarnog trakta. NOM se može javiti sama ili može biti praćena drugim nejasnim neurološkim simptomima.
Pacijenti sa neurogenim poremećajem kao što je mijelomeningokela mogu imati otvoren vrat mokraćne bešike što dovodi do ozbiljnog intrinzičnog nedostatka sfinktera i gubitka mokraće.

### Farmakološki uzroci
Mnogi lekovi doprinose urinarnoj inkontinenciji, direktno ili indirektno. Lekovi se uvek moraju smatrati uzrokom novonastale urinarne inkontinencije — posebno kod starijih osoba, kod kojih se često susreće polifarmacija.  
Lekovi mogu dovesti do NOM kroz sledeće mehanizme:
- Lekovi sa antiholinergičkim svojstvima ili neželjenim efektima (npr. antipsihotici, antidepresivi) - Zadržavanje urina i time prelivna inkontinencija
- Alfa-adrenergički agonisti - zadržavanje urina i time preplavljena urinarna inkontinencija
- Alfa-antagonist - Relaksacija uretre
- Diuretici – preopterećenje kapaciteta bešike kod starijih osoba
- Blokatori kalcijumskih kanala – smanjena kontraktilnost glatkih mišića u bešici, što uzrokuje zadržavanje urina sa inkontinencijom prelivanja
- Sedativi-hipnotici - Nepokretnost kao posledica sedacije, što dovodi do funkcionalne inkontinencije
- Inhibitori enzima koji konvertuje angiotenzin (ACE) – Diuretski efekat, kao i neželjeni efekat kašlja sa opuštanjem muskulature karličnog dna, mogu da pogoršaju inkontinenciju
- Antiparkinsonovi lekovi - urgentnost i opstipacija

## Patofiziologija
Mokrenje zahteva koordinaciju nekoliko fizioloških procesa:
- somatski i autonomni nervi prenose zapreminu mokraće u bešici do kičmene moždine
- motorni izlaz koji inerviše detruzor, sfinkter i muskulaturu bešike se prilagođava u skladu sa tim.
- moždana kora ima pretežno inhibitorni uticaj, dok moždano stablo olakšava mokrenje koordinirajući relaksaciju sfinktera uretre i kontrakciju mišića detruzora.

Kako se bešika puni, simpatički tonus doprinosi zatvaranju vrata bešike i opuštanju kupole bešike i inhibira parasimpatički tonus. Istovremeno, somatska inervacija održava tonus u muskulaturi karličnog dna, kao i prugasto-prugastim periuretralnim mišićima.
Kada dođe do mokrenja, simpatički i somatski tonus u bešici i periuretralnim mišićima se smanjuju, što dovodi do smanjenog otpora uretre. Povećava se holinergični parasimpatički tonus, što dovodi do kontrakcije bešike. Protok mokraće nastaje kada pritisak mokraćne bešike premaši otpor uretre. Normalan kapacitet bešike je 300-500 mL, a prvi nagon za pražnjenjem obično se javlja između zapremine bešike od 150 do 300 mL.
Inkontinencija se javlja kada su fiziologija mokrenja, funkcionalna sposobnost toaleta ili oboje poremećeni. Osnovna patologija varira među različitim tipovima inkontinencije (np. stres, nagon, refleksna, prelivna i funkcionalna inkontinencija).

### Patofiziologija stresne inkontinencije
Tokom epizoda stresne inkontinencije, povećanje intraabdominalnog pritiska (npr. tokom smeha, kihanja, kašljanja, penjanja uz stepenice) podiže pritisak unutar bešike do tačke u kojoj premašuje otpor uretre u odnosu na protok mokraće. Curenje prestaje kada pritisak mokraćne bešike ponovo padne ispod pritiska uretre.
Glavni uzrok stresne inkontinencije je hipermobilnost uretre zbog oslabljenog oslonca karličnog dna. Manje čest uzrok je intrinzični nedostatak sfinktera, obično sekundarni posle operacija karlice. U oba slučaja, funkcija sfinktera uretre je poremećena, što dovodi do gubitka urina pri nižim od uobičajenih abdominalnih pritisaka.
Kod žena sa stresnom urinarnom inkontinencijom može biti prisutan jedan ili oba mehanizma, iako neki autori smatraju da se stresna inkontinencija ne razvija kod pacijenata sa lošom podrškom karlice osim ako je prisutan i intrinzični nedostatak sfinktera. Intrinzični nedostatak sfinktera, koji je rezultat gubitka funkcije i unutrašnjeg i spoljašnjeg sfinkternog mehanizma, jedini je uzrok stresne inkontinencije kod muškaraca.

### Patofiziologija prelivne inkontinencije
Glavni faktor koji doprinosi inkontinenciji prelivanja je nepotpuno pražnjenje mokraćne bešike usled poremećene kontraktilnosti detruzora ili opstrukcije izlaza bešike. Poremećaj kontraktilnosti detruzora je tipično neurogene prirode; uzroci uključuju:
- dijabetes melitus,
- rak lumbosakralnog nerva,
- meningomijelokela,
- multiplu sklerozu (MS),
- prolaps intravertebralnih diskova,
- visoke povrede kičmene moždine,
- manje uobičajeni uzroci inkontinencije (SIDA, genitalni herpes koji pogađa perinealno područje i neurosifilis) .

U većini slučajeva prisutne su i senzorne i motorne neuropatije. Iako se dostiže maksimalni kapacitet skladištenja bešike, često pojedinac ne shvata da se to dogodilo, tako da se inkontinencija  javlja na vrhu hronično prepunjene bešike. Efikasno pražnjenje nije moguće zbog nekontraktilnog mišića detruzora.
Uobičajeni uzroci opstrukcije izlaza bešike uključuju kod:
- muškaraca: benignu hiperplaziju prostate ( BHP ), vezikalnu kontrakturu vrata i strikture uretre,
- žena: opstrukcija uretre nakon operacije protiv inkontinencije, kao što je vezivanje ili suspenzija vrata bešike, đto može dovesti do jatrogeno izazvane inkontinencije.. Pored toga, prolaps prednjeg zida vagine može uticati na pražnjenje bešike.

### Funkcionalna inkontinencija
Funkcionalna inkontinencija se primećuje kod pacijenata sa normalnim sistemom mokrenja, ali koji imaju poteškoća da dođu do toaleta zbog fizičkih ili psihičkih prepreka. U nekim slučajevima, uzrok je prolazan ili reverzibilan. Kod drugih se može identifikovati trajni problem. Etiologija inkontinencije može biti jatrogena, ekološka, situaciona ili povezana sa bolešću. Sledeći uobičajeni funkcionalni  faktora koji doprinose inkontinenciji su:
- delirium,
- mokraćna infekcija,
- atrofični uretritis ili vaginitis,
- farmakološka sredstva,
- psihijatrijska bolest,
- endokrini poremećaji,
- smanjena pokretljivost ili spretnost,
- koprostaza

### Integralna teorija
Predložena je objedinjujuća teorija etiologije stresne inkontinencije, urgentne inkontinencije, disfunkcije mokrenja i fekalne inkontinencije kod žena.  Osnova teorije je da su ovi poremećaji rezultat prenaprezanja vaginalnog vezivnog tkiva i potpornih ligamenata, što se obično javlja tokom porođaja.
Labavost puburetralnih ligamenata (prednja zona oštećenja), srednje vagine (tj. srednja zona) i uterosakralnih ligamenata (tj. zadnja zona) čini uobičajenu trosmernu podršku vagine neefikasnom. Pošto vagina više nije pravilno vezana za karlični pojas, uobičajena neuromišićna dejstva koja se javljaju tokom povećanja intraabdominalnog pritiska ili opuštanja karličnog dna tokom mokrenja se ne prevode tako efikasno u zatvaranje i otvaranje uretre.
Prekomerna aktivnost detruzora, prema ovoj teoriji, nastaje zbog preranog aktiviranja receptora za istezanje u bazi bešike usled loše podrške endopelvičnog vezivnog tkiva bešike koja se puni.
Integralna teorija je privlačna sa stanovišta štedljivosti, ali je složena. Teorija se najbolje ceni i razume uz pomoć ilustracija i dijagrama koji pokazuju vektore usmerene sile.

### Kontinuirana inkontinencija
Ovu tešku vrstu inkontinencije karakteriše konstantno ili skoro konstantno curenje bez ikakvih simptoma osim vlage. Generalno, ovo predstavlja značajan problem u mogućnostima skladištenja bešike ili uretre. Urogenitalne fistule su klasičan primer.
Nefunkcionalna uretra može dovesti do kontinuiranog curenja. Ožiljci i fibroza od prethodne operacije, delimična resekcija uretre zbog karcinoma vulve i paraliza sfinktera uretre zbog bolesti donjih motornih neurona mogu dovesti do otkazivanja uretre.
Zračenje karlice može ne samo da izazove urogenitalnu fistulu, već u retkim slučajevima uzrokuje neusaglašenost bešike koja rezultira kontinuiranom inkontinencijom. Kongenitalne malformacije genitourinarnog trakta, kao što su ekstrofija bešike, epispadija i ektopični ureteri, mogu dovesti do totalne inkontinencije.

### Pedijatrijska urinarna inkontinencija
Poremećaji pedijatrijske inkontinencije su klasifikovani prema uzroku. Poremećaji primarne inkontinencije su uglavnom posledica urođenih strukturnih poremećaja, uključujući ektopični ureter, ekstrofiju, epispadiju i otvoreni urah. Sekundarni strukturni uzroci mogu biti posledica opstrukcije uretralnih ventila, kongenitalnih striktura uretre i velikih ektopičnih ureterocela. Pored toga, trauma može dovesti do sekundarne strukturne inkontinencije.
Neurogene lezije čine sledeću kategoriju poremećaja pedijatrijske inkontinencije. To uključuje spinalni disrafizam, vezanu kičmenu moždinu i tumore kičmene moždine.
Nestrukturni uzroci čine većinu slučajeva pedijatrijske inkontinencije. Infekcija i upala mogu biti izvor. Disfunkcionalne navike mokrenja mogu se razviti čak iu mladosti. Neka deca mogu postati toliko zaokupljena aktivnostima da se mokrenje odlaže dok se ne dostigne kapacitet i ne dođe do nezgoda.
Neki veruju da određena deca razvijaju obrazac neopuštanja karličnog dna tokom mokrenja. U nekim slučajevima, ovo se može pratiti do infekcije ili nekog drugog štetnog stimulusa. Može se razviti začarani krug spazma karličnog dna, zatvora i zadržavanja urina.
Smatra se da takozvana inkontinencija hihotanja predstavlja osnovni napad temporalnog režnja. Međutim, druge studije ne podržavaju ovu teoriju.
Vaginalno mokrenje je poremećaj pseudoinkontinencije, koji može biti rezultat mokrenja sa previše čvrsto spojenim nogama. Ometani protok urina može ispuniti vaginu. Vagina se prazni kada dete stoji.
Noćna enureza je najčešći poremećaj pedijatrijske inkontinencije.

## Klinička slika
Klinička slika NOM može biti različita u mnogim aspektima. Žalbe pacijenata mogu biti male i situacione ili teške, stalne i iscrpljujuće.  

## Dijagnoza
Istorija inkontinencije mokraće može biti veoma složena i dugotrajna. Većina centara koristi neki oblik upitnika za inkontinenciju kao pomoć. Slanje upitnika pacijentima unapred kako bi mogli da odvoje odgovarajuće vreme i razmislite o svojim odgovorima može biti od pomoći. Deo upitnika treba da se bavi kvalitetom života pacijenta, pitanjima seksualnog i životnog stila, kao i odnosom ovih faktora sa poremećajem inkontinencije.
Najčešći pregledi koji se rade kada se ispituje nevoljno oticanje mokraće su:
- Anamneza — detaljan razgovor sa pacijentom. Prilikom prikupljanja kliničke anamneze, takođe je važno utvrditi da li je problem socijalni i/ili higijenski problem i stepen invaliditeta koji se može pripisati inkontinenciji.
- Pregled mokraće i urinokulture (analiza na prisustvo bakterija).
- Opšti klinički pregled.
- Posebni specijalistički pregledi (ginekolog, urolog, neurolog).
- Vođenje liste mokrenja, popunjavanje upitnika za STRES i URGE skor.
- Posebni testovi objektivizacije inkontinencije.
- Urodinamska ispitivanja (profiometrija, cistometrija i urofloumetrija).[4]

### Dijagnostička klasifikacija
Klasifikacija NOM u tipove omogućava kliničaru da dijagnostički sagleda određene anatomske abnormalnosti koja zahteva dalje ispitivanje. Glavne vrste urinarne inkontinencije su sledeće:

#### Stresna inkontinencija
Epizode stresne inkontinencije se javljaju tokom perioda povećanog intraabdominalnog pritiska. Okidači stresne inkontinencije su predvidljivi: obično pacijenti prijavljuju nevoljni gubitak urina tokom kašljanja, smejanja i kihanja. Inkontinencija se pogoršava tokom sportskih aktivnosti sa velikim uticajem kao što su golf, tenis ili aerobik. Curenje je češće dok stojite nego dok ležite (npr. noću).
Izgubi se malo urina, osim ako je stanje ozbiljno. Obično oboleli pacijenti koriste tanke do srednje debljine jastučića. Broj korišćenih jastučića kreće se od 1-3 dnevno.
Iritativni simptomi mokrenja, kao što su učestalost mokrenja, hitnost i nokturija, obično su odsutni. Prisustvo iritativnih simptoma mokrenja trebalo bi da podstakne sumnju na preaktivnu bešiku . Iritativni simptomi mokrenja u kombinaciji sa hematurijom (masovnom ili mikroskopskom) zahtevaju kompletan pregled tumora mokraćne bešike.
Stresna urinarna inkontinencija zbog ozbiljnog intrinzičnog nedostatka sfinktera proizvodi mnogo teže simptome nego slučajevi uglavnom zbog hipermobilnosti uretre. Nehotično gubljenje mokraće se javlja ne samo kod kašljanja, smeha i kihanja, već i kod ustajanja iz sedećeg položaja. Pacijenti opisuju kontinuirano kapanje urina i obično im je potrebna velika upotreba jastučića.
Ovaj stepen gubitka urina sličan je onom kod vezikovaginalne ili ureterovaginalne fistule. Ovi pacijenti se žale da su stalno mokri i koriste velike količine debelih jastučića da bi ostali suvi. Ako sumnjate na fistulu, obavezno se raspitajte o prethodnoj hirurškoj istoriji, uključujući histerektomiju. Iako neuobičajeno, razmotrite ektopični ureter/ureterocelu u diferencijalnoj dijagnozi.

#### Urgentna inkontinencija
Urgentna inkontinencija ili simptomi preaktivne bešike su nekontrolisani gubitak urina povezan sa jakom željom za pražnjenjem, što je često veoma iznenadni i brzi događaj koji se javlja bez ikakvog upozorenja. Urgentna inkontinencija je vrsta nekontrolisanog gubitka urina koji se ne može sprečiti. U ovoj situaciji se gubi ceo sadržaj bešike, a ne nekoliko kapi urina.
Pacijenti sa simptomima preaktivne bešike svesni su intenzivne potrebe za pražnjenjem, ali nisu u stanju da zadrže urin. Simptomi takođe uključuju učestalost mokrenja i nokturiju.
Primeri situacija koje mogu izazvati urgentnu inkontinenciju uključuju okretanje ključa na vratima, pranje sudova ili slušanje vode koja teče. Urgentna inkontinencija takođe može biti izazvana pijenjem previše vode ili pijenjem kafe, čaja ili alkohola.

#### Mešovita inkontinencija
Pacijenti sa mešovitom inkontinencijom pokazuju simptome i stres inkontinencije i urgentne inkontinencije. Pogođeni pacijenti doživljavaju blagi do umereni gubitak urina tokom fizičkih aktivnosti (stresna inkontinencija). U drugim slučajevima, oni doživljavaju akutni gubitak urina bez ikakvog prethodnog upozorenja (urgentna inkontinencija). Učestalost mokrenja, urgentnost i nokturija dopunjuju kompleks simptoma urgentne inkontinencije.
Većinu vremena pacijenti nisu u stanju da razlikuju ova 2 različita kompleksa simptoma. Simptomi urgentne inkontinencije mogu se nesvesno pomešati sa simptomima stresne inkontinencije i obrnuto. U ovoj situaciji, prvo se leči kompleks simptoma koji je najnepodnošljiviji za pacijenta.

#### Prelivna inkontinencija
Prelivna inkontinencija se javlja kada je bešika prenategnuta i dostigne svoju granicu usklađenosti. U ovom trenutku, intravezikalni pritisak premašuje pritisak zatvaranja uretre u mirovanju i urin se preliva uprkos odsustvu kontrakcije detruzora. Pacijenti imaju osećaj nepotpunog pražnjenja, sporog protoka mokraće i curenja urina.
Simptomi prelivne inkontinencije mogu oponašati simptome mešovite inkontinencije. Pacijenti gube malu količinu urina kada se poveća intraabdominalni pritisak. Pacijenti koji su pogođeni često doživljavaju simptome učestalosti i hitnosti dok detruzor pokušava da izbaci urin.
Anamneza kod ovih pacijenata može sugerisati uzrok opstrukcije izlaza mokraćne bešike, kao što je benigna hiperplazija prostate, operacija protiv inkontinencije (npr. operacija pubovaginalnog slinga ) ili upotreba antiholinergičkih ili antispazmodičkih lekova. Alternativno, istorija može identifikovati mogući neurološki uzrok nefunkcionalnog detruzora, kao što je dijabetička neuropatija.

## Terapija
Cilj terapije je poboljšanje simptoma učestalosti, nokturije, urgentnosti i urgentne inkontinencije. Farmakološka terapija za stresnu inkontinenciju i prekomerno aktivnu bešiku može biti najefikasnija kada se kombinuje sa režimom vežbi za karlicu.

### Farmakološka terapija
Opcije farmakološkog lečenja uključuju antiholinergike, antispazmodike, triciklične antidepresive (TCA) i agoniste beta-3-adrenergičkih receptora.
Kod pacijenata sa stresnom inkontinencijom, tretman alfa agonistima dovodi do kontrakcije unutrašnjeg uretralnog sfinktera i povećava otpor uretre na protok urina. Simpatomimetici, estrogen i triciklični agensi povećavaju otpornost na izlaz mokraćne bešike kako bi poboljšali simptome stresne urinarne inkontinencije.
Tri glavne kategorije lekova koji se koriste za lečenje urgentne inkontinencije uključuju antiholinergijske lekove, antispazmolitike i TCA.
Kada tretman sa jednim lekom ne funkcioniše, može se koristiti kombinovana terapija kao što su oksibutinin (Ditropan) i imipramin (Tofranil). Iako se njihov mehanizam delovanja razlikuje, oksibutinin i imipramin rade zajedno na poboljšanju urgentne inkontinencije.
Oksibutinin izaziva direktnu relaksaciju glatkih mišića mokraćne bešike i ima lokalna anestetička svojstva. Imipramin ima direktan inhibitorni i lokalni anestetički efekat na glatke mišiće bešike, slično oksibutininu; međutim, imipramin takođe povećava otpor izlaza bešike na nivou vrata bešike. Dakle, kombinacija ovih lekova proizvodi sinergistički efekat za opuštanje nestabilne bešike i zadržavanje urina i sprečavanje urgentne inkontinencije. Potencijalni antiholinergički neželjeni efekti mogu biti aditivni jer oba leka imaju slične neželjene reakcije.
Agonisti beta-3 adrenergičkih receptora (npr. mirabegron, vibegron) izazivaju opuštanje mišića detruzora i povećavaju kapacitet mokraćne bešike. Ovi agensi su indikovani za prekomerno aktivnu mokraćnu bešiku sa simptomima urgentne urinarne inkontinencije, zbog hitnosti i učestalosti mokrenja.

### Mehanički uređaji
Proteze za vaginalnu potporu (peseri) su u upotrebi već duže vreme. Iako se oni primarno koristi za lečenje prolapsa karličnih organa, našli su primenu i u lečenje nevoljnog oticanja mokraće.
Neke od mogućih prednosti uređaja za vaginalnu potporu su u tome što oni mogu potencijalno biti primenjivi kod većine inkontinentne populacije, jer imaju blage nuspojave i ne zahtevaju nikakva posebna ispitivanja (npr urodinamička ispitivanja).
Ovi uređaji najčešće definitivno rešavaju problem, ali ako se problem pogorša, očuvano pacijentovo zdravlje može sprečiti svaku hiruršku intervenciju. Kako ovi uređaji ne koriguju unutrašnji nedostatak sfinktera možda neće pomoći hipermobilnim pacijentima.

## Spoljašnje veze
- Osnovni tipovi urinarne inkontinencije
- Simptomi urinarnog trakta

|  | Molimo Vas, obratite pažnju na važno upozorenje u vezi sa temama iz oblasti medicine (zdravlja). |